# 王极乐鸟
，是一种约十六厘米长的小型雀形目极乐鸟科鸟类。雄性为绯红色与白色，脚为亮蓝色，肩部有绿色点缀的扇状羽毛。尾部为两条细长的线，末尾装饰着祖母绿色的盘状羽毛。雌性较为朴素，身体为棕色，下方有条纹。
王风鸟分布在新几内亚和附近岛屿的低地森林中。他们被称为「活宝石（living gem）」，是极乐鸟中最小，颜色最鲜艳的物种。他们的饮食主要是水果和节肢动物。
雄性用一系列的尾部摇动进行非凡的表演：使腹部的白色羽毛蓬松，以致像一个棉球，表演杂技的摆动。
王风鸟普遍的种类遍及其广泛的栖息地范围，因此在受威胁物种的世界自然保护联盟濒危物种红色名录中，王风鸟被评价为无危。在濒危野生动植物物种国际贸易公约中王风鸟被列在附录二。